# Omorgus costatus
Omorgus costatus es una especie de escarabajo del género Omorgus, familia Trogidae. Fue descrita científicamente por Wiedemann en 1823.
Esta especie se encuentra en Nueva Gales del Sur, Queensland, Australia Meridional, Australia Occidental, Victoria, Tasmania, islas Salomón, Papúa Nueva Guinea, Vietnam, Malasia, Indonesia, Filipinas, China y Taiwán.